# Jackie Fields

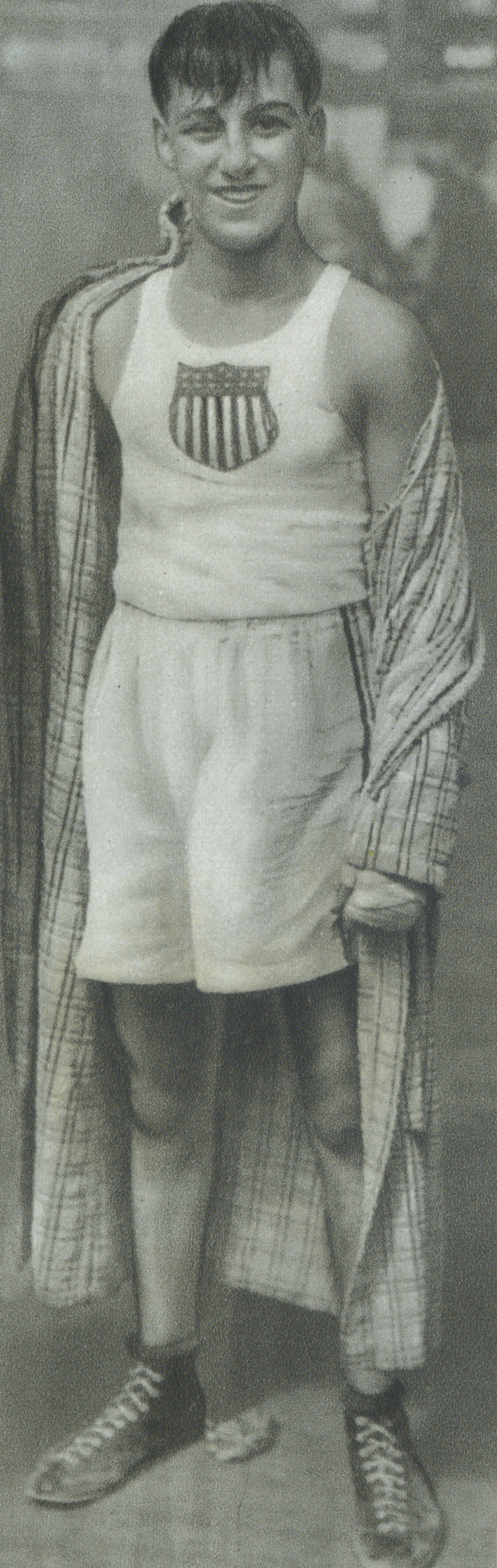
Jackie Fields (1924)

Jackie Fields (* 9. Februar 1908 in Chicago, Illinois als John Jacob Finkelstein; † 3. Juni 1987 in Los Angeles) war ein US-amerikanischer Boxer. Er war Olympiasieger im Fliegengewicht und wurde Weltmeister im Weltergewicht. 

## Leben
Fields wuchs in einer jüdischen Gemeinde in Chicago auf. Nachdem sein Vater an Tuberkulose erkrankte, zog die Familie nach Los Angeles, wo er mit dem Boxsport anfing. Dort wählte er dann auch seinen Rufnamen. Er begann 1921 mit dem Boxen und nahm im Jahr 1924 bei einem nationalen Boxwettbewerb teil. Dort erreichte er – trotz einer gebrochenen Hand – das Halbfinale und qualifizierte sich für die Olympischen Spiele in Paris. 

## Karriere
Bei den Spielen besiegte Fields im Halbfinale erst den späteren Bronzemedaillengewinner Pedro Quartucci aus Argentinien, bevor er im Finale auf seinen Landsmann Joe Salas traf und diesen ebenfalls nach Punkten besiegte. Fields war somit mit 16 Jahren der bisher jüngste Boxer, der bei einer Olympiade eine Goldmedaille im Boxen gewinnen konnte. Er beendete ein Jahr später seine Amateurkarriere mit 51 Siegen aus 54 Kämpfen und wurde Profiboxer.
Fields erkämpfte sich einen Titelkampf der National Boxing Association im Weltergewicht und trat im März 1929 gegen Jack Thompson an. Im Juli desselben Jahres trat er gegen den Weltmeister im Weltergewicht Joe Dundee an und gewann den Kampf. Fields verlor den Titel im Mai 1930 nach einer Niederlage gegen Jack Thompson. Im Januar 1932 gewann er den Titel erneut, diesmal gegen Lou Brouillard, der Thompson geschlagen hatte. Später im Jahr war Fields in einem Autounfall verwickelt, bei dem er ein Auge verlor. Er erzählte dies zunächst niemandem und verlor seinen Titel ein Jahr später im Februar 1933 nach einer Niederlage gegen Young Corbett III. Nach dieser Niederlage kämpfte er nur noch ein einziges Mal, da ihn seine Augenverletzung zu sehr behinderte. Er beendete seine Karriere mit 74 Siegen, davon 30 durch K. o., von 87 Kämpfen, von denen er lediglich neun verlor.

## Späte Jahre
Fields bekam in seiner Karriere insgesamt 500.000 $ an Prämien, die er in Immobilien investierte. Durch die Weltwirtschaftskrise wurde er finanziell ruiniert und verlor sein Vermögen. Er bekam einen Job als assistant unit manager für 20th Century Fox und in der zweiten Hälfte der 1930er Jahre als Filmschneider für MGM.
Bis 1949 verkaufte er Jukeboxen für Wurlitzer, anschließend arbeitete er für den Whiskeyhersteller J&B. In den 1950er Jahren kaufte er Anteile eines Hotels in Los Angeles, für das er später auch als Public Relations Director arbeitete. Außerdem war er viele Jahre als Vice Chairman der Nevada State Athletic Commission tätig. 
Bei der Makkabiade 1965 betreute er das amerikanische Boxerteam. Im Jahr 1977 wurde er in die World Boxing Hall of Fame aufgenommen. Als Jude wurde er 1979 in die International Jewish Sports Hall of Fame aufgenommen und im Jahr 2004 schließlich wurde er in die International Boxing Hall of Fame gewählt. Sein Olympiasieg wurde 1939 in dem Film The Crowd Roars verfilmt.